# Cattleya flavasulina
Cattleya flavasulina là một loài thực vật có hoa trong họ Lan. Loài này được (F.E.L.Miranda & K.G.Lacerda) Van den Berg mô tả khoa học đầu tiên năm 2008.